# Логхил Вилиџ (Колорадо)
Логхил Вилиџ (енгл. Loghill Village) насељено је место без административног статуса у америчкој савезној држави Колорадо.

## Демографија
По попису из 2010. године број становника је 521, што је 210 (67,5%) становника више него 2000. године.
| Група             | 2000.       | 2010.       |
| Белци             | 302 (97,1%) | 498 (95,6%) |
| Афроамериканци    | 0 (0,0%)    | 5 (1,0%)    |
| Азијати           | 3 (1,0%)    | 2 (0,4%)    |
| Хиспаноамериканци | 1 (0,3%)    | 10 (1,9%)   |
| Укупно            | 311         | 521         |